# Ingemar Franzén
Rune Ingemar Hubert Franzén, född 3 maj 1927 i Älmeboda, död 9 februari 1985 i Upplands Väsby, var en svensk tyngdlyftare. Han tävlade för Södertälje AK.
Franzén tävlade för Sverige vid olympiska sommarspelen 1956 i Melbourne. Han blev oplacerad i mellanvikt efter att misslyckats i press. 
Han blev svensk mästare fem gånger i 75-kilosklassen i enarmslyft (1947, 1948, 1949, 1950 och 1951). Därefter försvann tävlingarna i enarmslyft och gick istället över till enbart tävlingar i tvåarmslyft. Franzén tog då ytterligare fyra SM-guld i 75-kilosklassen: 1954, 1955, 1956 och 1957. Franzén gick därefter upp 82,5-kilosklassen där han tog ytterligare sex SM-guld: 1958, 1959, 1961, 1962, 1963 och 1964.
Vid Världsmästerskapen i tyngdlyftning 1955 tog Franzén brons i mellanviktsklassen. Han tog även brons vid Europamästerskapen i tyngdlyftning 1954 och silver 1955. Efter tävlingskarriären startade han 1964, Väsby Atletklubb.